# 天囷增十四
波江座24，又名BD-01 526，HD 23363、SAO 130698、HR 1146，是波江座的一颗恒星，视星等为5.25，位于銀經188.32，銀緯-41.08，其B1900.0坐标为赤經3h 39m 25.7s，赤緯-1° -41.08′ 42″。